# Liga a IV-a Hunedoara
Liga a IV-a Hunedoara este principala competiție fotbalistică din județul Hunedoara, organizată de Asociația Județeană de Fotbal (AJF) Hunedoara, situată în al patrulea eșalon al sistemului de ligi al fotbalului românesc.
Competiția este disputată de un număr variabil de echipe, în funcție de numărul echipelor retrogradate din Liga a III-a, al celor promovate din Liga a V-a Hunedoara, precum și al echipelor care se retrag sau se înscriu în competiție. Campioana poate sau nu să promoveze în Liga a III-a, în funcție de rezultatul barajului de promovare disputat împotriva campioanei dintr-o serie județeană vecină.

## Istoric
În 1968, în urma noii reorganizări administrative și teritoriale a țării, fiecare județ a înființat propriul campionat de fotbal, integrând echipele din fostele campionate regionale, precum și echipele care evoluau anterior în competițiile orășenești și raionale. Proaspăt înființatul Campionat Județean Hunedoara a fost pus sub autoritatea nou-înființatului Consiliu Județean pentru Educație Fizică și Sport (CJEFS) Hunedoara.
De atunci, structura și organizarea Ligii a IV-a Hunedoara, la fel ca în cazul multor alte campionate județene, au suferit numeroase schimbări. Între 1968 și 1992, principala competiție județeană a fost cunoscută sub numele de Campionatul Județean. Între 1992 și 1997, a fost redenumită Divizia C – Faza Județeană, apoi Divizia D, începând cu anul 1997, iar din 2006 este cunoscută ca Liga a IV-a.

## Lista campioanelor

### Campionatul Regional Hunedoara
| Ed. | Sezon   | Campioană                                                                   |
| --- | ------- | --------------------------------------------------------------------------- |
| 1   | 1951    | Metalul Hunedoara                                                           |
| 2   | 1952    | Metalul Hunedoara                                                           |
| 3   | 1953    | Constructorul Hunedoara                                                     |
| 4   | 1954    | Metalul 108 Cugir                                                           |
| 5   | 1955    | Flacăra 14 Orăștie                                                          |
| 6   | 1956    | Progresul Brad                                                              |
| 7   | 1957–58 | CFR Simeria                                                                 |
| 8   | 1958–59 | Minerul Aninoasa                                                            |
| 9   | 1959–60 | Aurul Brad                                                                  |
| 10  | 1960–61 | Minerul Deva                                                                |
| 11  | 1961–62 | Metalurgistul Cugir                                                         |
| 12  | 1962–63 | Victoria Călan                                                              |
| 13  | 1963–64 | Minerul Aninoasa                                                            |
| 14  | 1964–65 | Știința Petroșani                                                           |
| 15  | 1965–66 | Aurul Zlatna                                                                |
| 16  | 1966–67 | Aurul Brad                                                                  |
| 17  | 1967–68 | Știința Petroșani (Seria Valea Jiului) Aurul Zlatna (Seria Valea Mureșului) |

### Campionatul Județean Hunedoara
| Ed.                  | Sezon                | Campioană                    |
| Campionatul Județean | Campionatul Județean | Campionatul Județean         |
| -------------------- | -------------------- | ---------------------------- |
| 1                    | 1968–69              | Minerul Teliuc               |
| 2                    | 1969–70              | CFR Simeria                  |
| 3                    | 1970–71              | Constructorul Hunedoara      |
| 4                    | 1971–72              | Dacia Orăștie                |
| 5                    | 1972–73              | Dacia Orăștie                |
| 6                    | 1973–74              | Sportul Studențesc Hunedoara |
| 7                    | 1974–75              | Constructorul Hunedoara      |
| 8                    | 1975–76              | FIL Orăștie                  |
| 9                    | 1976–77              | Minerul Vulcan               |
| 10                   | 1977–78              | Aurul Certej                 |
| 11                   | 1978–79              | Explorări Deva               |
| 12                   | 1979–80              | Minerul Paroșeni             |
| 13                   | 1980–81              | Minerul Aninoasa             |
| 14                   | 1981–82              | Constructorul Hunedoara      |
| 15                   | 1982–83              | Mecanica Orăștie             |
| 16                   | 1983–84              | CFR Simeria                  |
| 17                   | 1984–85              | CFR Simeria                  |
| 18                   | 1985–86              | Minerul Ghelari              |
| 19                   | 1986–87              | Minerul Uricani              |
| 20                   | 1987–88              | Retezatul Hațeg              |
| 21                   | 1988–89              | Dacia Orăștie                |
| 22                   | 1989–90              | Minerul Uricani              |
| 23                   | 1990–91              | Parângul Lonea               |
| 24                   | 1991–92              | Metaloplastica Orăștie       |

| Ed.                        | Sezon                      | Campioană                  |
| Divizia C – Faza Județeană | Divizia C – Faza Județeană | Divizia C – Faza Județeană |
| -------------------------- | -------------------------- | -------------------------- |
| 25                         | 1992–93                    | Parângul Lonea             |
| 26                         | 1993–94                    | Mureșul Deva               |
| 27                         | 1994–95                    | Minerul Certej             |
| 28                         | 1995–96                    | Dacia Orăștie              |
| 29                         | 1996–97                    | Aurul Brad                 |
| Divizia D                  |                            |                            |
| 30                         | 1997–98                    | Aurul Brad                 |
| 31                         | 1998–99                    | Parângul Lonea             |
| 32                         | 1999–00                    | CFR Marmosim Simeria       |
| 33                         | 2000–01                    | CS Vulcan                  |
| 34                         | 2001–02                    | CS Vulcan                  |
| 35                         | 2002–03                    | Minerul Bărbăteni          |
| 36                         | 2003–04                    | CS Deva II                 |
| 37                         | 2004–05                    | Minerul Uricani            |
| 38                         | 2005–06                    | Dacia Orăștie              |
| Liga a IV-a                |                            |                            |
| 39                         | 2006–07                    | CFR Marmosim Simeria       |
| 40                         | 2007–08                    | Dacia Orăștie              |
| 41                         | 2008–09                    | Retezatul Hațeg            |
| 42                         | 2009–10                    | CS Hunedoara               |
| 43                         | 2010–11                    | Jiul Petroșani             |
| 44                         | 2011–12                    | CS Vulcan                  |
| 45                         | 2012–13                    | Universitatea Petroșani    |
| 46                         | 2013–14                    | Retezatul Hațeg            |

| Ed. | Sezon   | Campioană       |
| --- | ------- | --------------- |
| 47  | 2014–15 | Cetate Deva     |
| 48  | 2015–16 | Hercules Lupeni |
| 49  | 2016–17 | Inter Petrila   |
| 50  | 2017–18 | CS Hunedoara    |
| 51  | 2018–19 | Retezatul Hațeg |
| 52  | 2019–20 | Jiul Petroșani  |
| 53  | 2020–21 | Aurul Brad      |
| 54  | 2021–22 | Retezatul Hațeg |
| 55  | 2022–23 | Gloria Geoagiu  |
| 56  | 2023–24 | Minerul Lupeni  |
| 57  | 2024–25 | Unirea DMO      |